# مصطفی حسناتی
مصطفی حسناتی نجف‌آبادی (زادهٔ ۱۳۳۶) روحانی، امام جمعه نجف‌آباد و عضو مجلس خبرگان رهبری است. وی موفق شد در انتخابات ششمین دوره مجلس خبرگان رهبری که در تاریخ ۱۱ اسفند ۱۴۰۲ برگزار شد، به‌عنوان نماینده استان اصفهان وارد مجلس خبرگان رهبری شود.